# Горка Муравьёвская
Горка Муравьёвская — деревня в Вельском районе Архангельской области. Входит в состав Муравьёвского сельского поселения (муниципальное образование «Муравьёвское») и занимает первое место по численности населения.

## География
Деревня расположена на левом берегу реки Вага, притока реки Северная Двина. Через её территорию пролегает маршрут федеральной автомобильной дороги М8 «Холмогоры» (ул. Дорожная).
Деревня расположена вплотную к другому населённому пункту Муравьёвского сельского поселения, деревне Петуховская. Административный центр сельского поселения, деревня Вороновская, расположен в километре пути по «Холмогорам» в юго-западном направлении. Расстояние до железнодорожной станции в городе Вельск — 5,5 км по прямой, или 7 км пути на автотранспорте.

## Население
| 2002 | 2010  | 2012  | 2014  |
| ---- | ----- | ----- | ----- |
| 1426 | ↗2602 | ↘1541 | ↗1553 |

| Население                            | на 1 января 2010 года |
| ------------------------------------ | --------------------- |
| В возрасте до 16 лет                 | 292                   |
| Трудовые ресурсы (из них работающих) | 837 (792)             |
| Пенсионеры                           | 411                   |
| Всего                                | 1540                  |
| Прибыло / выбыло (за год)            | 77 / 44               |
| Родилось / умерло (за год)           | 12 / 15               |

## История
Указана в «Списке населённых мест по сведениям 1859 года» в составе Вельского уезда(2-го стана) Вологодской губернии под номером «2273» как «Муравьевская Горка(Горка)». Насчитывала 19 дворов, 56 жителей мужского пола и 73 женского. Также в деревне находился 1 завод..
В материалах оценочно-статистического исследования земель Вельского уезда упомянуто, что в 1900 году в административном отношении деревня входила в состав Устьвельского сельского общества Устьвельской волости. На момент переписи в селении Муравьевское(Горка Муравьевская) находилось 25 хозяйств, в которых проживало 63 жителя мужского пола и 75 женского.

## Инфраструктура
Жилищный фонд деревни составляет 32,9 тыс. м². На её территории находится МБОУ «Усть-Вельская средняя общеобразовательная школа №23».
В число предприятий, расположенных на территории деревни (со среднесписочной численностью работников) на 1 января 2010 года, входит ООО «Зоир» (37). К западу от Горки Муравьёвской расположена исправительная колония общего режима № 14 (ФГУ ИК-14).
В деревне имеются следующие улицы:
- ул. 70 лет Октября
- переулок Андреевский
- ул. Владимирская
- переулок Гаражный
- ул. Дорожная
- ул. Загорская
- ул. Кедровая
- переулок Кирилловский
- ул. Марковская
- переулок Межевой
- ул. Мирная
- ул. Новая
- ул. Полевая
- ул. Раменская
- ул. Рябиновая
- ул. Сиреневая
- ул. Соловьиная
- ул. Сосновая
- ул. Спецгородок
- ул. Цветочная
- ул. Школьная
- ул. Энергетиков